# Miado

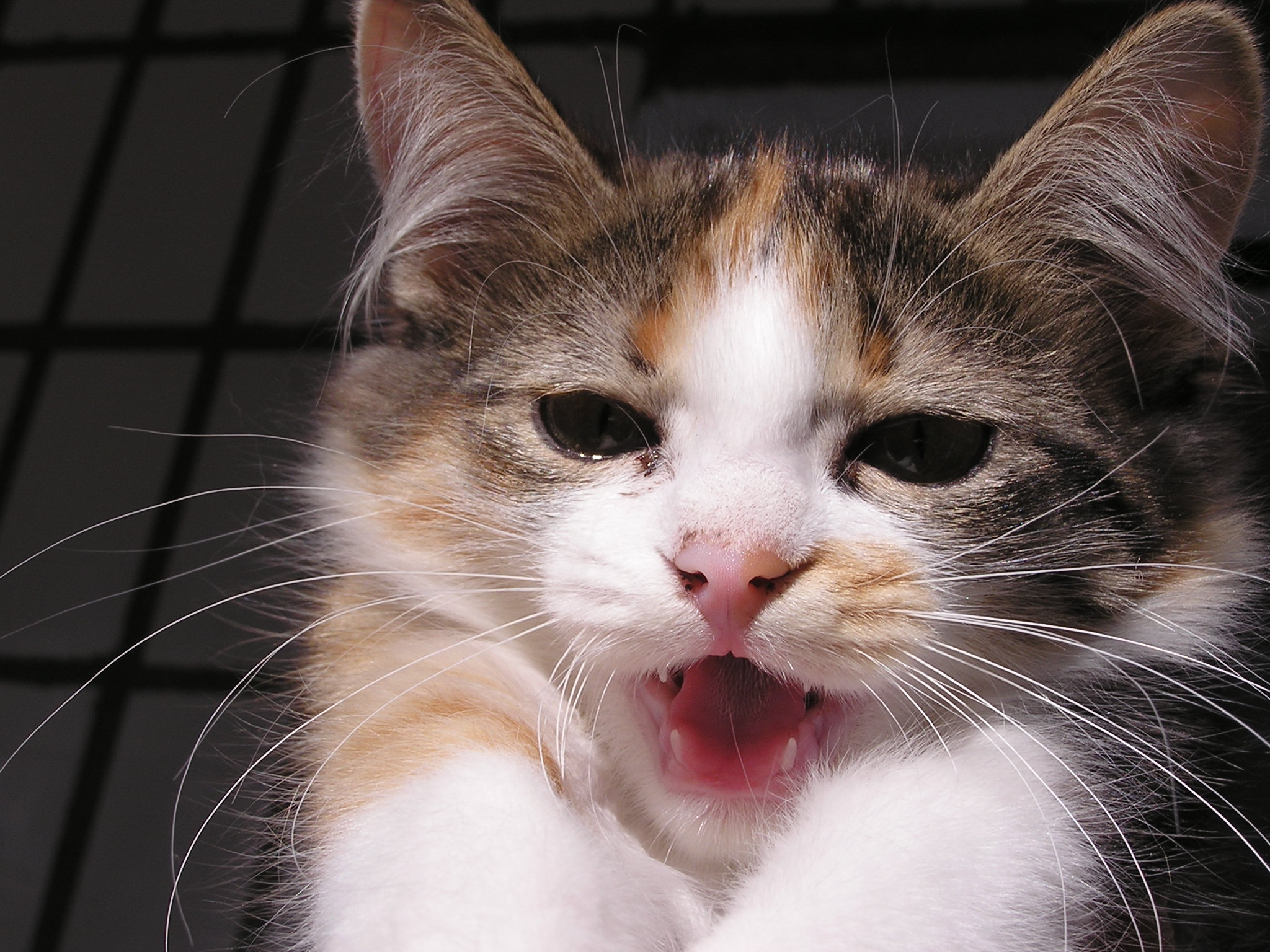
Gatos domésticos miam, sobretudo, para chamar a atenção dos humanos

Miado é o som emitido por alguns felinos com o intuito de se comunicarem. Apesar de tais sons serem notadamente mais comuns nos gatos domésticos, alguns espécimes selvagens também podem miar.
O miado é o som típico que caracteriza o gato. É transcrito onomatopeicamente como "miau" em português. Em outros idiomas também apresenta grafia semelhante  podendo ser escrito como "meow", "miaow", "maw" etc.
Diferentemente do ronronar, o miado possui um som mais agudo e audível a uma grande distância. A pronúncia desta chamada varia significativamente dependendo de seu propósito. Usualmente vocalizam indicando sofrimento, solicitando atenção humana (por exemplo, para ser alimentados) ou como uma saudação. Alguns vocalizam quantitativamente, enquanto que outros raramente miam. São capazes de emitir cerca de 100 tipos de vocalizações diferentes, incluindo sons que se assemelham com à linguagem humana. Os machos possuem uma voz mais forte e grave que as fêmeas. Os gatos domésticos costumam miar muito mais do que os selvagens, já que é a principal forma que eles têm de chamar a atenção.